# حركة ثقافية
الحركة الثقافية هي كل ممارسة تهدف إلى التغيير في طريقة التفكير والاعتقادات السائدة بخصوص مجموعة من القضايا الثقافية ذات العلاقة من نواحي وفروع معينة، والفنون وطرق التفكير بحيث تشكل مدرسة جديدة في الفكر أو الفن أو الأدب.
تشمل هذه الحركات بالتالي أنواع الفن، والعلوم، والفلسفات كانت هذه الحركات تتم بشكل متعاقب مستقل يختلف من منطقة لأخرى ومن شعب لآخر، لكن ثورة الاتصالات الحديثة سرعت من اختفاء هذا التميز الثقافي وسرعت من تواصل الشعوب وانتقال الثقافات، وكان من الطبيعي أن تفرض الثقافات الأقوى والأكثر سيطرة نفوذها على مناطق الثقافات الأضعف، وإن كانت كل ثقافة تحتفظ بقدر كبير من المقاومة للتأثيرات الخارجية.
و غالبا ما تكون التغييرات التي تصاحب حركة ثقافية ما هي إلا نتيجة رد فعل وثورة على التقاليد الثقافية التي سادت في مرحلة سابقة، يمكن في العديد من الحالات أن تختفي الحركات الثقافيّة القديمة وتنتهي، لكنها أحيانا تنهض من جديد وتستعيد بريقها لتُشكّل حركة ثقافية مجدّدة غالبا ما تسمى حركة ثقافية جديدة.